# Samlaren (bok)
Samlaren (eng. The Collector) är en thrillerroman av den brittiska författaren John Fowles från 1963. Första svenska utgåvan utkom 1964.

## Handling
En ensam och udda man, Fredrick Clegg, samlar fjärilar och beundrar den vackra studentskan Miranda Grey på avstånd. När han en dag vinner en större summa pengar kidnappar han henne. Han förvarar henne i källaren och tror att han kan vinna hennes kärlek genom "respekt" (dvs att inte våldta henne) och gåvor.

## Filmatiseringar
- 1965 – Samlaren, amerikansk/brittisk film, regisserad av William Wyler med Terence Stamp (Fredrick Clegg) och Samantha Eggar (Miranda Grey)
- 1986 – Bilanggo sa dilim (Prisoner of the Dark), filippinsk film, regisserad av Mike De Leon